# Vòng bảng AFC Champions League 2022
Vòng bảng AFC Champions League 2022 phía Đông thi đấu từ ngày 15 tháng 4 đến 1 tháng 5 và phía Tây thi đấu từ ngày 8 đến 27 tháng 4 năm 2022 Tổng cộng 40 đội tham dự để chọn ra 16 đội giành quyền tham dự vòng đấu loại trực tiếp của AFC Champions League 2022.

## Bốc thăm
Lễ bốc thăm chia bảng diễn ra vào lúc 14:00 MYT (UTC+8) ngày 17 tháng 1 năm 2022 tại trụ sở AFC ở Kuala Lumpur, Malaysia. 40 đội bóng được bốc thăm chia thành 10 bảng 4 đội: năm bảng khu vực Tây Á (Bảng A–E) và năm bảng khu vực Đông Á (Bảng F–J). Tại mỗi khu vực, mỗi đội sẽ được bốc thăm vào các bảng các đội được xác định các nhóm hạt giống dựa trên bảng xếp hạng hiệp hội. Các đội thuộc cùng một hiệp hội sẽ không được bốc thăm vào chung một bảng.
40 đội sẽ được bốc thăm, với 33 đội vào thẳng và bảy đội giành chiến thắng ở vòng play-off của giai đoạn play-off sơ loại, và sẽ không biết trước được sẽ bốc thăm vào bảng nào.
| Khu vực   | Bảng | Nhóm 1                 | Nhóm 2              | Nhóm 3             | Nhóm 4                                           |
| --------- | ---- | ---------------------- | ------------------- | ------------------ | ------------------------------------------------ |
| Phía Tây  | A–E  | Al-Sadd                | Al-Faisaly          | Pakhtakor          | Al-Quwa Al-Jawiya                                |
| Phía Tây  | A–E  | Al-Hilal               | Sepahan             | Al-Wehdat          | Al-Taawoun (Thắng vòng loại khu vực Tây Á 1)     |
| Phía Tây  | A–E  | Foolad                 | Shabab Al-Ahli      | Mumbai City        | Nasaf Qarshi (Thắng vòng loại khu vực Tây Á 2)   |
| Phía Tây  | A–E  | Al-Jazira              | Al-Rayyan           | Istiklol           | Sharjah (Thắng vòng loại khu vực Tây Á 3)        |
| Phía Tây  | A–E  | Al-Duhail              | Al-Shabab           | Ahal               | Al-Gharafa                                       |
|           |      |                        |                     |                    |                                                  |
| Phía Đông | F–J  | Sơn Đông Thái Sơn      | Urawa Red Diamonds  | United City        | Melbourne City                                   |
| Phía Đông | F–J  | Kawasaki Frontale      | Jeonnam Dragons     | Kiệt Chí           | Sydney FC (Thắng vòng loại khu vực Đông Á 1)     |
| Phía Đông | F–J  | Jeonbuk Hyundai Motors | Chiangrai United    | Hoàng Anh Gia Lai  | Vissel Kobe (Thắng vòng loại khu vực Đông Á 2)   |
| Phía Đông | F–J  | BG Pathum United       | Quảng Châu          | Johor Darul Ta'zim | Ulsan Hyundai (Thắng vòng loại khu vực Đông Á 3) |
| Phía Đông | F–J  | Cảng Thượng Hải        | Yokohama F. Marinos | Lion City Sailors  | Daegu FC (Thắng vòng loại khu vực Đông Á 4)      |

## Thể thức
Ở vòng bảng, mỗi bảng sẽ diễn ra theo thể thức vòng tròn hai lượt tính điểm tại địa điểm tập trung. Đội nhất mỗi bảng và ba đội nhì có thành tích tốt nhất từ mỗi khu vực sẽ tiến vào vòng 16 đội.

### Tiêu chí
Các đội được xếp hạng theo điểm (3 điểm cho đội thắng, 1 điểm cho đội hòa, 0 điểm cho đội thua), và nếu bằng điểm, các tiêu chí sau đây được áp dụng, theo thứ tự cho trước, để xác định thứ hạng: (Điều 8.3):
1. Điểm trong các trận đấu đối đầu giữa các đội bắt buộc;
2. Hiệu số bàn thắng thua trong các trận đấu đối đầu giữa các đội bắt buộc;
3. Tỷ số trong các trận đấu đối đầu giữa các đội bắt buộc;
4. Số bàn thắng trên sân khách ghi được trong các trận đối đầu giữa các đội hòa nhau;  (Không áp dụng vì các trận đấu được diễn ra ở địa điểm tập trung)
5. Nếu có nhiều hơn hai đội hòa và sau khi áp dụng tất cả các tiêu chí đối đầu ở trên, một tập hợp con các đội vẫn hòa, tất cả các tiêu chí đối đầu ở trên sẽ được áp dụng lại riêng cho tập hợp con này;
6. Hiệu số bàn thắng bại trong tất cả các trận đấu vòng bảng;
7. Bàn thắng được ghi trong tất cả các trận đấu vòng bảng;
8. Sút luân lưu nếu chỉ có hai đội được bắt buộc và họ gặp nhau trong vòng cuối cùng của bảng;
9. Điểm fair-play (thẻ vàng = –1 điểm, thẻ đỏ gián tiếp = –3 điểm, thẻ đỏ trực tiếp = –3 điểm, thẻ vàng tiếp theo là thẻ đỏ trực tiếp = –4 điểm);
10. Bảng xếp hạng các hiệp hội.

## Lịch thi đấu
Dưới đây là lịch thi đấu.
| Lượt đấu | Ngày                       | Ngày                            | Trận                             |
| Lượt đấu | Khu vực Tây                | Khu vực Đông                    | Trận                             |
| -------- | -------------------------- | ------------------------------- | -------------------------------- |
| 1        | 7–8 tháng 4 năm 2022       | 15–16 tháng 4 năm 2022          | Đội 1 vs. Đội 4, Đội 3 vs. Đội 2 |
| 2        | 10–11 tháng 4 năm 2022 (W) | 18–19 tháng 4 năm 2022          | Đội 4 vs. Đội 3, Đội 2 vs. Đội 1 |
| 3        | 14–15 tháng 4 năm 2022 (W) | 21–22 tháng 4 năm 2022          | Đội 4 vs. Đội 2, Đội 1 vs. Đội 3 |
| 4        | 18–19 tháng 4 năm 2022 (W) | 24–25 tháng 4 năm 2022          | Đội 2 vs. Đội 4, Đội 3 vs. Đội 1 |
| 5        | 22–23 tháng 4 năm 2022 (W) | 27–28 tháng 5 năm 2022          | Đội 4 vs. Đội 1, Đội 2 vs. Đội 3 |
| 6        | 26–27 tháng 4 năm 2022 (W) | 30 tháng 4 – 1 tháng 5 năm 2022 | Đội 1 vs. Đội 2, Đội 3 vs. Đội 4 |

### Địa điểm tập trung
Vào ngày 16 tháng 2 năm 2022, AFC xác nhận đăng cai tổ chức vòng bảng phía Đông. Vào ngày 3 tháng 3 năm 2022, AFC xác nhận đăng cai tổ chức vòng bảng phía Tây.
- Bảng A và B: Riyadh, Ả Rập Xê Út
- Bảng C: Jeddah, Ả Rập Xê Út
- Bảng D: Buraidah, Ả Rập Xê Út
- Bảng E: Dammam, Ả Rập Xê Út
- Bảng F và J: Buriram, Thái Lan
- Bảng G: Bangkok, Thái Lan
- Bảng H: Thành phố Hồ Chí Minh, Việt Nam
- Bảng I: Johor Bahru, Malaysia

## Các bảng

### Bảng A
| VT | Đội          | ST | T | H | B | BT | BB | HS | Đ  | Giành quyền tham dự |     | HIL | RYN | SHJ | IST |
| -- | ------------ | -- | - | - | - | -- | -- | -- | -- | ------------------- | --- | --- | --- | --- | --- |
| 1  | Al-Hilal (H) | 6  | 4 | 1 | 1 | 11 | 5  | +6 | 13 | Vòng 16 đội         |     | —   | 0–2 | 2–1 | 1–0 |
| 2  | Al-Rayyan    | 6  | 4 | 1 | 1 | 10 | 7  | +3 | 13 | Vòng 16 đội         |     | 0–3 | —   | 3–1 | 1–0 |
| 3  | Sharjah      | 6  | 1 | 2 | 3 | 7  | 11 | −4 | 5  |                     |     | 2–2 | 1–1 | —   | 2–1 |
| 4  | Istiklol     | 6  | 1 | 0 | 5 | 5  | 10 | −5 | 3  |                     | 0–3 | 2–3 | 2–0 | —   |     |

1. 1 2  Bằng nhau về điểm đối đầu. Hiệu số bàn thắng bại đối đầu: Al-Hilal +1, Al-Rayyan –1.

| Istiklol                    | 2–3      | Al-Rayyan                    |
| --------------------------- | -------- | ---------------------------- |
| - Suleymanov 3' - Isaev 67' | Chi tiết | - Brahimi 8' - Boli 44', 71' |

| Al-Hilal                     | 2–1      | Sharjah     |
| ---------------------------- | -------- | ----------- |
| - Al-Shehri 5' - Michael 62' | Chi tiết | Shukurov 7' |

| Al-Rayyan | 0–3      | Al-Hilal                                        |
| --------- | -------- | ----------------------------------------------- |
|           | Chi tiết | - Al-Hamdan 27' - Kanno 49' - N. Al-Dawsari 87' |

| Sharjah                        | 2–1      | Istiklol         |
| ------------------------------ | -------- | ---------------- |
| - Caio Lucas 54' - Bernard 57' | Chi tiết | M. Dzhalilov 29' |

| Sharjah       | 1–1      | Al-Rayyan    |
| ------------- | -------- | ------------ |
| - Bernard 45' | Chi tiết | - Nzonzi 65' |

| Al-Hilal       | 1–0      | Istiklol |
| -------------- | -------- | -------- |
| - Al-Faraj 52' | Chi tiết |          |

| Al-Rayyan                                              | 3–1      | Sharjah          |
| ------------------------------------------------------ | -------- | ---------------- |
| - Sultan 12' (l.n.) - Nzonzi 39' - Brahimi 62' (ph.đ.) | Chi tiết | - Caio Lucas 18' |

| Istiklol | 0–3      | Al-Hilal                               |
| -------- | -------- | -------------------------------------- |
|          | Chi tiết | - Ighalo 8', 33' - S. Al-Dawsari 90+2' |

| Al-Rayyan  | 1–0      | Istiklol |
| ---------- | -------- | -------- |
| - Boli 90' | Chi tiết |          |

| Sharjah                    | 2–2      | Al-Hilal                                        |
| -------------------------- | -------- | ----------------------------------------------- |
| - Camara 5' - Rashid 45+1' | Chi tiết | - Al-Mufarrij 78' - S. Al-Dawsari 90+6' (ph.đ.) |

| Al-Hilal | 0–2      | Al-Rayyan                            |
| -------- | -------- | ------------------------------------ |
|          | Chi tiết | - Jang Hyun-soo 5' (l.n.) - Boli 43' |

| Istiklol                      | 2–0      | Sharjah |
| ----------------------------- | -------- | ------- |
| - Bocoum 14' - Kasmynin 90+1' | Chi tiết |         |

### Bảng B
| VT | Đội               | ST | T | H | B | BT | BB | HS  | Đ  | Giành quyền tham dự |     | SHB | MUM | QUW | JAZ |
| -- | ----------------- | -- | - | - | - | -- | -- | --- | -- | ------------------- | --- | --- | --- | --- | --- |
| 1  | Al-Shabab (H)     | 6  | 5 | 1 | 0 | 18 | 1  | +17 | 16 | Vòng 16 đội         |     | —   | 6–0 | 3–0 | 3–0 |
| 2  | Mumbai City       | 6  | 2 | 1 | 3 | 3  | 11 | −8  | 7  |                     |     | 0–3 | —   | 1–0 | 0–0 |
| 3  | Al-Quwa Al-Jawiya | 6  | 2 | 1 | 3 | 7  | 10 | −3  | 7  |                     | 1–1 | 1–2 | —   | 3–2 |     |
| 4  | Al-Jazira         | 6  | 1 | 1 | 4 | 4  | 10 | −6  | 4  |                     | 0–2 | 1–0 | 1–2 | —   |     |

1. 1 2  Điểm đối đầu: Mumbai City 6, Al-Quwa Al-Jawiya 0.

| Mumbai City | 0–3      | Al-Shabab                        |
| ----------- | -------- | -------------------------------- |
|             | Chi tiết | - Banega 36', 68' - Al-Ammar 77' |

| Al-Jazira    | 1–2      | Al-Quwa Al-Jawiya                |
| ------------ | -------- | -------------------------------- |
| Al-Ameri 43' | Chi tiết | - Al-Majidi 11' - Al-Furaiji 82' |

| Al-Quwa Al-Jawiya | 1–2      | Mumbai City                        |
| ----------------- | -------- | ---------------------------------- |
| Al-Daiya 59'      | Chi tiết | - Maurício 70' (ph.đ.) - Bheke 75' |

| Al-Shabab                       | 3–0      | Al-Jazira |
| ------------------------------- | -------- | --------- |
| - Carlos 6', 78' - Al-Ammar 18' | Chi tiết |           |

| Al-Jazira            | 1–0      | Mumbai City |
| -------------------- | -------- | ----------- |
| Mabkhout 40' (ph.đ.) | Chi tiết |             |

| Al-Quwa Al-Jawiya | 1–1      | Al-Shabab        |
| ----------------- | -------- | ---------------- |
| Miller 68'        | Chi tiết | Al-Qahtani 90+6' |

| Mumbai City | 0–0      | Al-Jazira |
| ----------- | -------- | --------- |
|             | Chi tiết |           |

| Al-Shabab                       | 3–0      | Al-Quwa Al-Jawiya |
| ------------------------------- | -------- | ----------------- |
| - Al-Abed 30' - Carlos 39', 73' | Chi tiết |                   |

| Al-Quwa Al-Jawiya                            | 3–2      | Al-Jazira                  |
| -------------------------------------------- | -------- | -------------------------- |
| - Bayesh 6' - Abbas 60' - Abdul-Kadhim 90+1' | Chi tiết | - Ramadan 62' - Traore 77' |

| Al-Shabab                                                             | 6–0      | Mumbai City |
| --------------------------------------------------------------------- | -------- | ----------- |
| - Bahebri 19', 64', 66' - Fall 36' (l.n.) - Al-Jouei 52' - Carlos 81' | Chi tiết |             |

| Al-Jazira | 0–2      | Al-Shabab                 |
| --------- | -------- | ------------------------- |
|           | Chi tiết | - Mary 68' - Paulinho 88' |

| Mumbai City    | 1–0      | Al-Quwa Al-Jawiya |
| -------------- | -------- | ----------------- |
| - Maurício 31' | Chi tiết |                   |

### Bảng C
| VT | Đội            | ST | T | H | B | BT | BB | HS | Đ  | Giành quyền tham dự |     | FOO | AHL | GHA | AHA |
| -- | -------------- | -- | - | - | - | -- | -- | -- | -- | ------------------- | --- | --- | --- | --- | --- |
| 1  | Foolad         | 6  | 3 | 3 | 0 | 5  | 2  | +3 | 12 | Vòng 16 đội         |     | —   | 1–1 | 0–0 | 1–0 |
| 2  | Shabab Al-Ahli | 6  | 2 | 4 | 0 | 14 | 7  | +7 | 10 | Vòng 16 đội         |     | 1–1 | —   | 8–2 | 2–1 |
| 3  | Al-Gharafa     | 6  | 1 | 2 | 3 | 7  | 14 | −7 | 5  |                     |     | 0–1 | 1–1 | —   | 2–0 |
| 4  | Ahal           | 6  | 1 | 1 | 4 | 6  | 9  | −3 | 4  |                     | 0–1 | 1–1 | 4–2 | —   |     |

| Foolad | 0–0      | Al-Gharafa |
| ------ | -------- | ---------- |
|        | Chi tiết |            |

| Ahal          | 1–1      | Shabab Al-Ahli       |
| ------------- | -------- | -------------------- |
| - Bäşimow 75' | Chi tiết | - Ganiev 79' (ph.đ.) |

| Shabab Al-Ahli   | 1–1      | Foolad                  |
| ---------------- | -------- | ----------------------- |
| - Cartabia 90+1' | Chi tiết | - Nourollahi 83' (l.n.) |

| Al-Gharafa                    | 2–0      | Ahal |
| ----------------------------- | -------- | ---- |
| - Diabaté 60' - Alaaeldin 87' | Chi tiết |      |

| Foolad          | 1–0      | Ahal |
| --------------- | -------- | ---- |
| Coulibaly 90+7' | Chi tiết |      |

| Al-Gharafa  | 1–1      | Shabab Al-Ahli   |
| ----------- | -------- | ---------------- |
| - Hanni 44' | Chi tiết | - Cartabia 90+1' |

| Ahal | 0–1      | Foolad       |
| ---- | -------- | ------------ |
|      | Chi tiết | - Patosi 39' |

| Shabab Al-Ahli                                                                              | 8–2      | Al-Gharafa                          |
| ------------------------------------------------------------------------------------------- | -------- | ----------------------------------- |
| - Olsen 14', 40' - Al-Maazmi 42' - Ganiev 50', 83' - Cartabia 51' - Jumaa 66' - Sanqour 78' | Chi tiết | - Alaaeldin 16' - Hanni 59' (ph.đ.) |

| Shabab Al-Ahli      | 2–1      | Ahal                 |
| ------------------- | -------- | -------------------- |
| - Cartabia 13', 45' | Chi tiết | - Amanow 74' (ph.đ.) |

| Al-Gharafa | 0–1      | Foolad                |
| ---------- | -------- | --------------------- |
|            | Chi tiết | - Luciano Pereira 15' |

| Foolad                        | 1–1      | Shabab Al-Ahli    |
| ----------------------------- | -------- | ----------------- |
| - Luciano Pereira 71' (ph.đ.) | Chi tiết | - Al Ghassani 82' |

| Ahal                                                   | 4–2      | Al-Gharafa                         |
| ------------------------------------------------------ | -------- | ---------------------------------- |
| - Amanow 9' (ph.đ.), 70' (ph.đ.), 80' - Beknazarov 38' | Chi tiết | - Hassan 35' - Hanni 90+4' (ph.đ.) |

### Bảng D
| VT | Đội            | ST | T | H | B | BT | BB | HS | Đ  | Giành quyền tham dự |     | DUH | TAA | SEP | PAK |
| -- | -------------- | -- | - | - | - | -- | -- | -- | -- | ------------------- | --- | --- | --- | --- | --- |
| 1  | Al-Duhail      | 6  | 5 | 0 | 1 | 17 | 9  | +8 | 15 | Vòng 16 đội         |     | —   | 1–2 | 5–2 | 3–2 |
| 2  | Al-Taawoun (H) | 6  | 2 | 1 | 3 | 13 | 12 | +1 | 7  |                     |     | 3–4 | —   | 3–0 | 0–1 |
| 3  | Sepahan        | 6  | 2 | 1 | 3 | 8  | 12 | −4 | 7  |                     | 0–1 | 1–1 | —   | 2–1 |     |
| 4  | Pakhtakor      | 6  | 2 | 0 | 4 | 10 | 15 | −5 | 6  |                     | 0–3 | 5–4 | 1–3 | —   |     |

1. 1 2  Điểm đối đầu: Al-Taawoun 4, Sepahan 1.

| Pakhtakor | 1–3      | Sepahan                             |
| --------- | -------- | ----------------------------------- |
| Ćeran 28' | Chi tiết | - Moghanlou 49', 55' - Hosseini 70' |

| Al-Duhail   | 1–2      | Al-Taawoun                 |
| ----------- | -------- | -------------------------- |
| Edmilson 7' | Chi tiết | - Tawamba 11' - Medrán 86' |

| Sepahan | 0–1      | Al-Duhail    |
| ------- | -------- | ------------ |
|         | Chi tiết | - Olunga 84' |

| Al-Taawoun | 0–1      | Pakhtakor     |
| ---------- | -------- | ------------- |
|            | Chi tiết | - Erkinov 83' |

| Al-Duhail              | 3–2      | Pakhtakor                        |
| ---------------------- | -------- | -------------------------------- |
| Edmilson 66', 71', 84' | Chi tiết | - Sarkic 44' - Sabirkhodjaev 69' |

| Al-Taawoun                                 | 3–0      | Sepahan |
| ------------------------------------------ | -------- | ------- |
| - Al-Sobhi 43' - Zé Luís 46' - Al-Bakr 77' | Chi tiết |         |

| Pakhtakor | 0–3      | Al-Duhail                              |
| --------- | -------- | -------------------------------------- |
|           | Chi tiết | - Al-Rawi 32' - Olunga 45+2' - Ali 47' |

| Sepahan         | 1–1      | Al-Taawoun     |
| --------------- | -------- | -------------- |
| - Moghanlou 65' | Chi tiết | - Al-Nabit 47' |

| Sepahan                   | 2–1      | Pakhtakor      |
| ------------------------- | -------- | -------------- |
| - Shahbazzadeh 76', 90+3' | Chi tiết | - Alijonov 79' |

| Al-Taawoun                       | 3–4      | Al-Duhail                                           |
| -------------------------------- | -------- | --------------------------------------------------- |
| - Tawamba 21', 37' - Al-Amri 25' | Chi tiết | - Boudiaf 11' - Edmilson 58', 84' (ph.đ.) - Ali 88' |

| Al-Duhail                                         | 5–2      | Sepahan                       |
| ------------------------------------------------- | -------- | ----------------------------- |
| - Olunga 10', 35' - Edmilson 41', 90' - Sassi 50' | Chi tiết | - Nejadmehdi 20' - Rafiei 82' |

| Pakhtakor                                                                                  | 5–4      | Al-Taawoun                                              |
| ------------------------------------------------------------------------------------------ | -------- | ------------------------------------------------------- |
| - Fayzullayev 22' - Turgunboev 31' - Sabirkhodjaev 32' - Mirakhmadov 78' - Ergashboyev 86' | Chi tiết | - Al-Bakr 14' - Al-Nabit 51', 60' - Al-Amri 83' (ph.đ.) |

### Bảng E
| VT | Đội            | ST | T | H | B | BT | BB | HS | Đ | Giành quyền tham dự |     | FAI | NAS | SAA | WEH |
| -- | -------------- | -- | - | - | - | -- | -- | -- | - | ------------------- | --- | --- | --- | --- | --- |
| 1  | Al-Faisaly (H) | 6  | 2 | 3 | 1 | 5  | 4  | +1 | 9 | Vòng 16 đội         |     | —   | 0–0 | 2–1 | 1–1 |
| 2  | Nasaf Qarshi   | 6  | 2 | 3 | 1 | 8  | 5  | +3 | 9 | Vòng 16 đội         |     | 0–1 | —   | 3–1 | 2–0 |
| 3  | Al-Sadd        | 6  | 2 | 1 | 3 | 10 | 11 | −1 | 7 |                     |     | 1–0 | 1–1 | —   | 5–2 |
| 4  | Al-Wehdat      | 6  | 1 | 3 | 2 | 9  | 12 | −3 | 6 |                     | 1–1 | 2–2 | 3–1 | —   |     |

1. 1 2  Điểm đối đầu: Al-Faisaly 4, Nasaf Qarshi 1.

| Al-Sadd     | 1–1      | Nasaf Qarshi     |
| ----------- | -------- | ---------------- |
| Khoukhi 55' | Chi tiết | Ró-Ró 31' (l.n.) |

| Al-Wehdat | 1–1      | Al-Faisaly |
| --------- | -------- | ---------- |
| Samir 50' | Chi tiết | Faik 12'   |

| Nasaf Qarshi                | 2–0      | Al-Wehdat |
| --------------------------- | -------- | --------- |
| Stanojević 71', 85' (ph.đ.) | Chi tiết |           |

| Al-Faisaly               | 2–1      | Al-Sadd      |
| ------------------------ | -------- | ------------ |
| - Faik 16' - Tavares 53' | Chi tiết | Al-Haydos 4' |

| Al-Sadd                                                          | 5–2      | Al-Wehdat              |
| ---------------------------------------------------------------- | -------- | ---------------------- |
| - Afif 23' - Cazorla 58' - Ayew 62' - Tabata 72' - Al-Bayati 93' | Chi tiết | - Samir 42' - Anas 44' |

| Nasaf Qarshi | 0–1      | Al-Faisaly  |
| ------------ | -------- | ----------- |
|              | Chi tiết | Tavares 29' |

| Al-Wehdat                               | 3–1      | Al-Sadd    |
| --------------------------------------- | -------- | ---------- |
| - Al-Dmeiri 48' - Assam 60' - Samir 75' | Chi tiết | Tabata 54' |

| Al-Faisaly | 0–0      | Nasaf Qarshi |
| ---------- | -------- | ------------ |
|            | Chi tiết |              |

| Nasaf Qarshi                       | 3–1      | Al-Sadd        |
| ---------------------------------- | -------- | -------------- |
| - Mozgovoy 63', 77' - Norchaev 75' | Chi tiết | - Tabata 90+1' |

| Al-Faisaly    | 1–1      | Al-Wehdat       |
| ------------- | -------- | --------------- |
| - Boyle 90+3' | Chi tiết | - Sariweh 90+1' |

| Al-Wehdat                 | 2–2      | Nasaf Qarshi                   |
| ------------------------- | -------- | ------------------------------ |
| - Anas 34' - Abu Taha 82' | Chi tiết | - Stanojević 3' - Norchaev 59' |

| Al-Sadd       | 1–0      | Al-Faisaly |
| ------------- | -------- | ---------- |
| - Ró-Ró 45+2' | Chi tiết |            |

### Bảng F
| VT | Đội                | ST | T | H | B | BT | BB | HS  | Đ  | Giành quyền tham dự |     | DAE | URA | LIO | SGT |
| -- | ------------------ | -- | - | - | - | -- | -- | --- | -- | ------------------- | --- | --- | --- | --- | --- |
| 1  | Daegu FC           | 6  | 4 | 1 | 1 | 14 | 4  | +10 | 13 | Vòng 16 đội         |     | —   | 1–0 | 0–3 | 4–0 |
| 2  | Urawa Red Diamonds | 6  | 4 | 1 | 1 | 20 | 2  | +18 | 13 | Vòng 16 đội         |     | 0–0 | —   | 6–0 | 5–0 |
| 3  | Lion City Sailors  | 6  | 2 | 1 | 3 | 8  | 14 | −6  | 7  |                     |     | 1–2 | 1–4 | —   | 3–2 |
| 4  | Sơn Đông Thái Sơn  | 6  | 0 | 1 | 5 | 2  | 24 | −22 | 1  |                     | 0–7 | 0–5 | 0–0 | —   |     |

1. 1 2  Điểm đối đầu: Daegu FC 4, Urawa Red Diamonds 1.

| Sơn Đông Thái Sơn | 0–7      | Daegu FC                                                                                  |
| ----------------- | -------- | ----------------------------------------------------------------------------------------- |
|                   | Chi tiết | - Lee Keun-ho 15' - Zeca 19, 26, 77' - Hong Chul 48' - Bruno Lamas 66' - Jeong Chi-In 69' |

| Lion City Sailors   | 1–4      | Urawa Red Diamonds                                  |
| ------------------- | -------- | --------------------------------------------------- |
| Karlsson 43' (l.n.) | Chi tiết | - Junker 8' - Ataru 15' - Karlsson 42' - Matsuo 47' |

| Daegu FC | 0–3      | Lion City Sailors                                          |
| -------- | -------- | ---------------------------------------------------------- |
|          | Chi tiết | - Song Ui-young 21' - Diego Lopes 71' - Pedro Henrique 80' |

| Urawa Red Diamonds                                                 | 5–0      | Sơn Đông Thái Sơn |
| ------------------------------------------------------------------ | -------- | ----------------- |
| - Akimoto 26' - Scholz 31' (ph.đ.) - Schalk 53', 76' - Yasui 90+2' | Chi tiết |                   |

| Sơn Đông Thái Sơn | 0–0      | Lion City Sailors |
| ----------------- | -------- | ----------------- |
|                   | Chi tiết |                   |

| Daegu FC   | 1–0      | Urawa Red Diamonds |
| ---------- | -------- | ------------------ |
| - Zeca 53' | Chi tiết |                    |

| Urawa Red Diamonds | 0–0      | Daegu FC |
| ------------------ | -------- | -------- |
|                    | Chi tiết |          |

| Lion City Sailors                                          | 3–2      | Sơn Đông Thái Sơn                         |
| ---------------------------------------------------------- | -------- | ----------------------------------------- |
| - Song Ui-young 45+2' - Pedro Henrique 60' - Lestienne 82' | Chi tiết | - Lu Yongtao 76' (ph.đ.) - Liu Guobao 90' |

| Urawa Red Diamonds                                                         | 6–0      | Lion City Sailors |
| -------------------------------------------------------------------------- | -------- | ----------------- |
| - Mawatari 14' - Schalk 39' - Karlsson 48' - Koizumi 52' - Matsuo 62', 90' | Chi tiết |                   |

| Daegu FC                                                            | 4–0      | Sơn Đông Thái Sơn |
| ------------------------------------------------------------------- | -------- | ----------------- |
| - Zeca 8' - Hong Jeong-woon 12' - Lee Keun-ho 57' - Oh Hoo-sung 66' | Chi tiết |                   |

| Sơn Đông Thái Sơn | 0–5      | Urawa Red Diamonds                                |
| ----------------- | -------- | ------------------------------------------------- |
|                   | Chi tiết | - Yasui 13' - Chinen 34', 85' - Matsuo 45+1', 69' |

| Lion City Sailors   | 1–2      | Daegu FC                             |
| ------------------- | -------- | ------------------------------------ |
| - Song Ui-young 26' | Chi tiết | - Lee Keun-ho 54' - Zeca 81' (ph.đ.) |

### Bảng G
| VT | Đội                  | ST | T | H | B | BT | BB | HS  | Đ  | Giành quyền tham dự |     | PAT | MEL | JMD | UNI |
| -- | -------------------- | -- | - | - | - | -- | -- | --- | -- | ------------------- | --- | --- | --- | --- | --- |
| 1  | BG Pathum United (H) | 6  | 3 | 3 | 0 | 11 | 2  | +9  | 12 | Vòng 16 đội         |     | —   | 1–1 | 0–0 | 5–0 |
| 2  | Melbourne City       | 6  | 3 | 3 | 0 | 10 | 3  | +7  | 12 |                     |     | 0–0 | —   | 2–1 | 3–0 |
| 3  | Jeonnam Dragons      | 6  | 2 | 2 | 2 | 5  | 5  | 0   | 8  |                     | 0–2 | 1–1 | —   | 2–0 |     |
| 4  | United City          | 6  | 0 | 0 | 6 | 1  | 17 | −16 | 0  |                     | 1–3 | 0–3 | 0–1 | —   |     |

| BG Pathum United | 1–1      | Melbourne City |
| ---------------- | -------- | -------------- |
| - Dangda 35'     | Chi tiết | - Nabbout 22'  |

| United City | 0–1      | Jeonnam Dragons |
| ----------- | -------- | --------------- |
|             | Chi tiết | - Pllana 87'    |

| Jeonnam Dragons | 0–2      | BG Pathum United               |
| --------------- | -------- | ------------------------------ |
|                 | Chi tiết | - Pathompol 51' - Jakkapan 72' |

| Melbourne City                    | 3–0      | United City |
| --------------------------------- | -------- | ----------- |
| - Colakovski 34' - Tilio 59', 75' | Chi tiết |             |

| BG Pathum United                                                                           | 5–0      | United City |
| ------------------------------------------------------------------------------------------ | -------- | ----------- |
| - Kanokpon 42' - Worachit 75' - Diogo Luís 80' - Alan Robertson 82' (l.n.) - Pathompol 87' | Chi tiết |             |

| Melbourne City                | 2–1      | Jeonnam Dragons    |
| ----------------------------- | -------- | ------------------ |
| - Jenkinson 12' - Nabbout 22' | Chi tiết | - Lee Kyu-hyuk 16' |

| Jeonnam Dragons   | 1–1      | Melbourne City |
| ----------------- | -------- | -------------- |
| - Kacharava 90+2' | Chi tiết | - Maclaren 89' |

| United City    | 1–3      | BG Pathum United                   |
| -------------- | -------- | ---------------------------------- |
| - Hartmann 79' | Chi tiết | - Diogo Luís 17' - Ikhsan 29', 39' |

| Melbourne City | 0–0      | BG Pathum United |
| -------------- | -------- | ---------------- |
|                | Chi tiết |                  |

| Jeonnam Dragons                    | 2–0      | United City |
| ---------------------------------- | -------- | ----------- |
| - Pllana 58' - Park In-hyeok 90+3' | Chi tiết |             |

| BG Pathum United | 0–0      | Jeonnam Dragons |
| ---------------- | -------- | --------------- |
|                  | Chi tiết |                 |

| United City | 0–3      | Melbourne City                                  |
| ----------- | -------- | ----------------------------------------------- |
|             | Chi tiết | - Raphael Borges 22' - Maclaren 68' - Tilio 90' |

### Bảng H
| VT | Đội                    | ST | T | H | B | BT | BB | HS | Đ  | Giành quyền tham dự |     | YFM | JEO | HAG | SYD |
| -- | ---------------------- | -- | - | - | - | -- | -- | -- | -- | ------------------- | --- | --- | --- | --- | --- |
| 1  | Yokohama F. Marinos    | 6  | 4 | 1 | 1 | 9  | 3  | +6 | 13 | Vòng 16 đội         |     | —   | 0–1 | 2–0 | 3–0 |
| 2  | Jeonbuk Hyundai Motors | 6  | 3 | 3 | 0 | 7  | 4  | +3 | 12 | Vòng 16 đội         |     | 1–1 | —   | 1–0 | 0–0 |
| 3  | Hoàng Anh Gia Lai (H)  | 6  | 1 | 2 | 3 | 4  | 7  | −3 | 5  |                     |     | 1–2 | 1–1 | —   | 1–0 |
| 4  | Sydney FC              | 6  | 0 | 2 | 4 | 3  | 9  | −6 | 2  |                     | 0–1 | 2–3 | 1–1 | —   |     |

| Hoàng Anh Gia Lai | 1–2      | Yokohama F. Marinos  |
| ----------------- | -------- | -------------------- |
| - Kida 31' (l.n.) | Chi tiết | - Léo Ceará 19', 25' |

| Jeonbuk Hyundai Motors | 0–0      | Sydney FC |
| ---------------------- | -------- | --------- |
|                        | Chi tiết |           |

| Sydney FC      | 1–1      | Hoàng Anh Gia Lai  |
| -------------- | -------- | ------------------ |
| - Buhagiar 59' | Chi tiết | - Vũ Văn Thanh 26' |

| Yokohama F. Marinos | 0–1      | Jeonbuk Hyundai Motors   |
| ------------------- | -------- | ------------------------ |
|                     | Chi tiết | - Iljutcenko 31' (ph.đ.) |

| Jeonbuk Hyundai Motors | 1–0      | Hoàng Anh Gia Lai |
| ---------------------- | -------- | ----------------- |
| - Moon Seon-min 90+3'  | Chi tiết |                   |

| Sydney FC | 0–1      | Yokohama F. Marinos |
| --------- | -------- | ------------------- |
|           | Chi tiết | - Tsunoda 80'       |

| Yokohama F. Marinos                              | 3–0      | Sydney FC |
| ------------------------------------------------ | -------- | --------- |
| - Saneto 6' - Nishimura 11' - Anderson Lopes 87' | Chi tiết |           |

| Hoàng Anh Gia Lai     | 1–1      | Jeonbuk Hyundai Motors |
| --------------------- | -------- | ---------------------- |
| - Nguyễn Văn Toàn 62' | Chi tiết | - Moon Seon-min 17'    |

| Yokohama F. Marinos                        | 2–0      | Hoàng Anh Gia Lai |
| ------------------------------------------ | -------- | ----------------- |
| - Marcos Júnior 36' (ph.đ.) - Hatanaka 83' | Chi tiết |                   |

| Sydney FC                            | 2–3      | Jeonbuk Hyundai Motors                                             |
| ------------------------------------ | -------- | ------------------------------------------------------------------ |
| - Le Fondre 40' - Patrick Wood 90+1' | Chi tiết | - Han Kyo-won 49' - Iljutcenko 67' - Gustavo Henrique da Silva 78' |

| Hoàng Anh Gia Lai | 1–0      | Sydney FC |
| ----------------- | -------- | --------- |
| - Brandão 39'     | Chi tiết |           |

| Jeonbuk Hyundai Motors | 1–1      | Yokohama F. Marinos |
| ---------------------- | -------- | ------------------- |
| - Kim Bo-kyung 11'     | Chi tiết | - Anderson Lopes 4' |

### Bảng I
| VT | Đội                    | ST | T | H | B | BT | BB | HS  | Đ  | Giành quyền tham dự |     | JOH | KAW | ULS | GUA |
| -- | ---------------------- | -- | - | - | - | -- | -- | --- | -- | ------------------- | --- | --- | --- | --- | --- |
| 1  | Johor Darul Ta'zim (H) | 6  | 4 | 1 | 1 | 11 | 7  | +4  | 13 | Vòng 16 đội         |     | —   | 0–5 | 2–1 | 5–0 |
| 2  | Kawasaki Frontale      | 6  | 3 | 2 | 1 | 17 | 4  | +13 | 11 |                     |     | 0–0 | —   | 1–1 | 1–0 |
| 3  | Ulsan Hyundai          | 6  | 3 | 1 | 2 | 14 | 7  | +7  | 10 |                     | 1–2 | 3–2 | —   | 3–0 |     |
| 4  | Quảng Châu             | 6  | 0 | 0 | 6 | 0  | 24 | −24 | 0  |                     | 0–2 | 0–8 | 0–5 | —   |     |

| Kawasaki Frontale | 1–1      | Ulsan Hyundai             |
| ----------------- | -------- | ------------------------- |
| - Kurumaya 90+4'  | Chi tiết | - Leonardo Nascimento 21' |

| Johor Darul Ta'zim                                            | 5–0      | Quảng Châu |
| ------------------------------------------------------------- | -------- | ---------- |
| - Bergson 10', 27', 52' - He Lipan 13' (l.n.) - Saifullah 81' | Chi tiết |            |

| Quảng Châu | 0–8      | Kawasaki Frontale                                                                      |
| ---------- | -------- | -------------------------------------------------------------------------------------- |
|            | Chi tiết | - Chinen 7', 12' - Kurumaya 16', 71' - Kobayashi 21', 39' - Miyagi 50' - Chanathip 69' |

| Ulsan Hyundai     | 1–2      | Johor Darul Ta'zim            |
| ----------------- | -------- | ----------------------------- |
| - Um Won-sang 52' | Chi tiết | - Forestieri 3' - Bergson 80' |

| Ulsan Hyundai                                      | 3–0      | Quảng Châu |
| -------------------------------------------------- | -------- | ---------- |
| - Koszta 28' - Park Chu-young 57' - Yun Il-lok 68' | Chi tiết |            |

| Kawasaki Frontale | 0–0      | Johor Darul Ta'zim |
| ----------------- | -------- | ------------------ |
|                   | Chi tiết |                    |

| Quảng Châu | 0–5      | Ulsan Hyundai                                                                   |
| ---------- | -------- | ------------------------------------------------------------------------------- |
|            | Chi tiết | - Yun Il-lok 4' - Koszta 54' - Qazaishvili 64' - Amano 73' - Seol Young-woo 85' |

| Johor Darul Ta'zim | 0–5      | Kawasaki Frontale                                                  |
| ------------------ | -------- | ------------------------------------------------------------------ |
|                    | Chi tiết | - Wakizaka 14' - Kobayashi 31', 43' - Marcinho 81' - Chanathip 88' |

| Ulsan Hyundai                                                 | 3–2      | Kawasaki Frontale   |
| ------------------------------------------------------------- | -------- | ------------------- |
| - Leonardo Nascimento 14' - Um Won-sang 20' - Qazaishvili 47' | Chi tiết | - Damião 40', 90+2' |

| Quảng Châu | 0–2      | Johor Darul Ta'zim                   |
| ---------- | -------- | ------------------------------------ |
|            | Chi tiết | - Bergson 16' (ph.đ.), 90+6' (ph.đ.) |

| Kawasaki Frontale | 1–0      | Quảng Châu |
| ----------------- | -------- | ---------- |
| - Chinen 14'      | Chi tiết |            |

| Johor Darul Ta'zim                          | 2–1      | Ulsan Hyundai |
| ------------------------------------------- | -------- | ------------- |
| - Velázquez 5' - Park Yong-woo 90+4' (l.n.) | Chi tiết | - Amano 6'    |

### Bảng J
| VT | Đội                  | ST | T | H | B | BT | BB | HS | Đ | Giành quyền tham dự |  | VKO     | KIT     | CHI     | SHA     |
| -- | -------------------- | -- | - | - | - | -- | -- | -- | - | ------------------- |  | ------- | ------- | ------- | ------- |
| 1  | Vissel Kobe          | 4  | 2 | 2 | 0 | 10 | 3  | +7 | 8 | Vòng 16 đội         |  | —       | 2–1     | 6–0     | 27 thg4 |
| 2  | Kiệt Chí             | 4  | 2 | 1 | 1 | 7  | 6  | +1 | 7 | Vòng 16 đội         |  | 2–2     | —       | 1–0     | 24 thg4 |
| 3  | Chiangrai United (H) | 4  | 0 | 1 | 3 | 2  | 10 | −8 | 1 |                     |  | 0–0     | 2–3     | —       | 18 thg4 |
| 4  | Cảng Thượng Hải      | 0  | 0 | 0 | 0 | 0  | 0  | 0  | 0 | Rút lui             |  | 15 thg4 | 21 thg4 | 30 thg4 | —       |

| Kiệt Chí       | 1–0      | Chiangrai United |
| -------------- | -------- | ---------------- |
| - Mingazow 17' | Chi tiết |                  |

| Cảng Thượng Hải | Huỷ bỏ | Vissel Kobe |
| --------------- | ------ | ----------- |
|                 |        |             |

| Vissel Kobe            | 2–1      | Kiệt Chí       |
| ---------------------- | -------- | -------------- |
| - Goke 15' - Inoue 85' | Chi tiết | - Akande 90+1' |

| Chiangrai United | Huỷ bỏ | Cảng Thượng Hải |
| ---------------- | ------ | --------------- |
|                  |        |                 |

| Vissel Kobe                                                        | 6–0      | Chiangrai United |
| ------------------------------------------------------------------ | -------- | ---------------- |
| - Osako 10' - Yuruki 25', 38' - Goke 32' - Lincoln 58' - Osaki 74' | Chi tiết |                  |

| Cảng Thượng Hải | Huỷ bỏ | Kiệt Chí |
| --------------- | ------ | -------- |
|                 |        |          |

| Chiangrai United | 0–0      | Vissel Kobe |
| ---------------- | -------- | ----------- |
|                  | Chi tiết |             |

| Kiệt Chí | Huỷ bỏ | Cảng Thượng Hải |
| -------- | ------ | --------------- |
|          |        |                 |

| Chiangrai United                       | 2–3      | Kiệt Chí                                         |
| -------------------------------------- | -------- | ------------------------------------------------ |
| - Phitiwat 45+2' (ph.đ.) - Sarawut 79' | Chi tiết | - Akande 55' - Damjanović 70' - Law Tsz Chun 81' |

| Vissel Kobe | Huỷ bỏ | Cảng Thượng Hải |
| ----------- | ------ | --------------- |
|             |        |                 |

| Kiệt Chí                                 | 2–2      | Vissel Kobe                      |
| ---------------------------------------- | -------- | -------------------------------- |
| - Damjanović 45+3' (ph.đ.) - Baena 90+1' | Chi tiết | - Lincoln 44' (ph.đ.) - Muto 87' |

| Cảng Thượng Hải | Huỷ bỏ | Chiangrai United |
| --------------- | ------ | ---------------- |
|                 |        |                  |

## Những đội xếp thứ hai có thành tích tốt nhất

### Khu vực Tây Á
| VT | Bg | Đội            | ST | T | H | B | BT | BB | HS | Đ  | Giành quyền tham dự |
| -- | -- | -------------- | -- | - | - | - | -- | -- | -- | -- | ------------------- |
| 1  | A  | Al-Rayyan      | 6  | 4 | 1 | 1 | 10 | 7  | +3 | 13 | Vòng 16 đội         |
| 2  | C  | Shabab Al-Ahli | 6  | 2 | 4 | 0 | 14 | 7  | +7 | 10 | Vòng 16 đội         |
| 3  | E  | Nasaf Qarshi   | 6  | 2 | 3 | 1 | 8  | 5  | +3 | 9  | Vòng 16 đội         |
| 4  | D  | Al-Taawoun     | 6  | 2 | 1 | 3 | 13 | 12 | +1 | 7  |                     |
| 5  | B  | Mumbai City    | 6  | 2 | 1 | 3 | 3  | 11 | −8 | 7  |                     |

### Khu vực Đông Á
Vì bảng J chỉ còn lại ba đội nên kết quả đối đầu với các đội đứng thứ tư trong các bảng F – I sẽ không được tính trong bảng xếp hạng này.

| VT | Bg | Đội                    | ST | T | H | B | BT | BB | HS | Đ | Giành quyền tham dự |
| -- | -- | ---------------------- | -- | - | - | - | -- | -- | -- | - | ------------------- |
| 1  | H  | Jeonbuk Hyundai Motors | 4  | 2 | 2 | 0 | 4  | 2  | +2 | 8 | Vòng 16 đội         |
| 2  | F  | Urawa Red Diamonds     | 4  | 2 | 1 | 1 | 10 | 2  | +8 | 7 | Vòng 16 đội         |
| 3  | J  | Kiệt Chí               | 4  | 2 | 1 | 1 | 7  | 6  | +1 | 7 | Vòng 16 đội         |
| 4  | G  | Melbourne City         | 4  | 1 | 3 | 0 | 4  | 3  | +1 | 6 |                     |
| 5  | I  | Kawasaki Frontale      | 4  | 1 | 2 | 1 | 8  | 4  | +4 | 5 |                     |